# Новочигиринка
Новочигири́нка —  село в Україні, в Устинівській селищній громаді Кропивницького району Кіровоградської області. Населення становить 51 осіб.

## Населення
Згідно з переписом УРСР 1989 року чисельність наявного населення села становила 58 осіб, з яких 26 чоловіків та 32 жінки.
За переписом населення України 2001 року в селі мешкала 51 особа.

### Мова
Розподіл населення за рідною мовою за даними перепису 2001 року:
| Мова       | Відсоток |
| ---------- | -------- |
| українська | 98,04 %  |
| російська  | 1,96 %   |